# 第一洋食店
第一洋食店（だいいちようしょくてん、Restaurant Daiichi）は1919年（大正8年）に開業した北海道苫小牧市にある老舗洋食店。
開業100周年となった2019年には苫小牧市美術博物館で特別展「第一洋食店の100年と苫小牧」が開催された。

## 歴史
山下十治郎が苫小牧市の王子製紙苫小牧工場の迎賓館「王子倶楽部」に勤めた後、1919年8月10日に苫小牧初の洋食店となる第一洋食店を繁華街の本町で開業した。当初、店の名前は後に王子製紙社長となる藤原銀次郎が、「十治郎の料理は北海道一美味」であるとして「北海第一楼」と名付けたが、この店名では洋食店にはそぐわないとして、藤原の了解を得て「第一洋食店」となった。
開店当初の客層は王子製紙の関係が大半であったが、徐々に町の人々も足を運ぶようになった。開店当時の苫小牧の人口は1万3647人で、一般的には「人口5万人以上でなければ洋食店の経営は成り立たない」とも言われていた時代に、第一洋食店では宴会なども取り入れた経営を行って繁盛した。
1921年5月1日に本町を襲った「コイノボリ大火」のため創業時の建物は焼失している。日本のラジオ放送は1925年に始まったのだが、第一洋食店では苫小牧で第1号となるラジオを購入して店内に設置したことで、ラジオ目当ての客であふれることになった。
1927年の昭和金融恐慌の際は一か月の間、来客が無かったこともあった。
山下正は、父・十治郎に師事し、2代目を継いだ。コレクターとしての横顔も持っていた正の美意識は、いわば「第一洋食店カルチャー」とでも呼ぶようなものを苫小牧に作り出すことになる。2代目・正の時代の第一洋食店は、単に洋食店に留まることなく、文化サロン的な意味合いももって、多くの文化人や芸術家、例えば斎藤茂吉、山下清、立川談志などが店を訪れた。
1953年8月に、現在の場所・錦町に移転オープンした。店のロゴやメニュー表のデザインは芹沢銈介がデザインしており、店内には川上澄生、遠藤ミマン、原精一などの美術品も所蔵されている。1957年の改築では民芸設計家の伊東安兵衛が手掛け、北海道で初の本格的な民芸建築となった。
1970年代後半になると苫小牧市にも大型店の進出が相次いだことで、商店街の来訪客も減っていったが、第一洋食店の味を求める親子連れといった根強いファンに支えられた。
2019年時点では、3代目の山下明が店主となっている。明は小田和正も所属した混声合唱団でソリストを務めていたこともあり、店内のBGMにオペラを採用している。また、バイオリンやピアノの演奏者を迎えてライブも企画しており、音楽関係者の来店も多い。

## 代表的な料理
- ビーフシチュー - 創業時から変わらない味とされる。2週間以上かけて赤ワインで仕込むデミグラスソースの味わいが売り[3][7]。
  - タンシチュー、ホホ肉シチュー - ビーフシチューも同様だがデミグラスソースを作るときに小麦粉を軽く焦がして苦味をつけてある。これは伝統的なデミグラスソースの味でもある[7]。
- クロケット - ジャガイモは使用されていない。当初は常連客にも受け入れられなかったためメニューから除外されたが、3代目の山下明が復活させた[3]。